# Geotrygon chrysia
La paloma perdiz barbiqueja (Geotrygon chrysia), también conocida como barbiquejo o paloma perdiz áurea, es una especie de ave columbiforme de la familia Columbidae endémica de las Bahamas y las Antillas Mayores, a excepción de Jamaica. Antiguamente se reproducía en los Cayos de la Florida y al sur continental de la Florida. Su hábitat consiste de bosques secos y matorrales. No tiene subespecies reconocidas.